# Pollepel
Een pollepel is in Nederland een lepel van hout, metaal of kunststof met een lange steel, die in de keuken gebruikt wordt om soep, saus of pap mee te roeren.
In België is een pollepel een lepel waarmee soep wordt opgeschept, een betekenis die er ook wel in Nederland aan gegeven wordt. De kleinere variant van die lepel, de juslepel, kan worden gebruikt voor het opscheppen van jus of saus. In vorm is deze echter gelijk: een steel met aan de onderkant een komvorming deel, dat haaks op de steel gemonteerd is. Een pollepel onder deze betekenis wordt vaak vervaardigd uit metaal (roestvrij staal), maar mogelijk ook uit kunststof.
De Nederlandse pollepel wordt in België  en delen van Zuid-Nederland een houten lepel genoemd.
De herkomst van het woord pollepel is onduidelijk. Het meest waarschijnlijk is dat het gaat om het woord 'pol' wat 'rond, hol voorwerp' betekende.
'Pol'lepel zou evenwel kunnen betekenen dat de kuip om te scheppen lijkt op een 'pol' (dialect voor hand). 

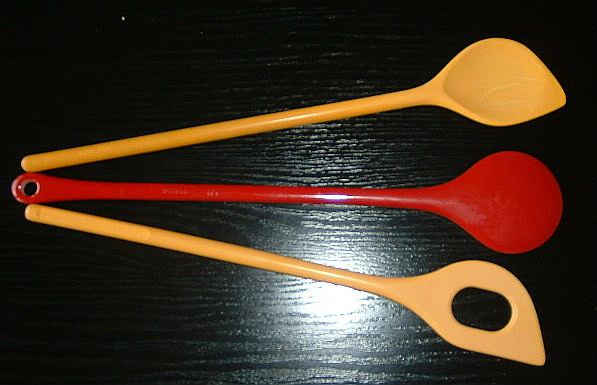
Kunststoffen pollepels (om te roeren)
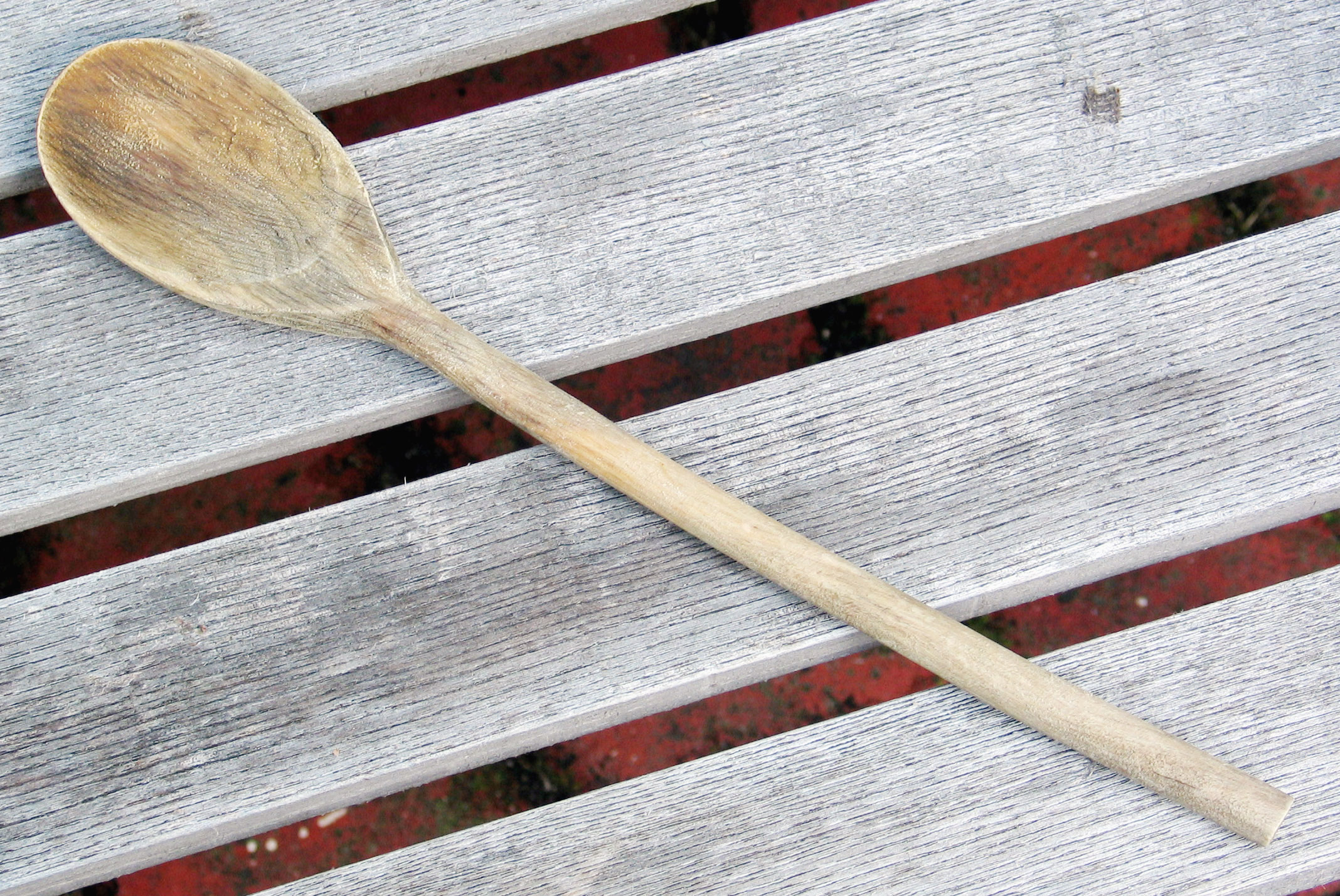
Houten pollepel
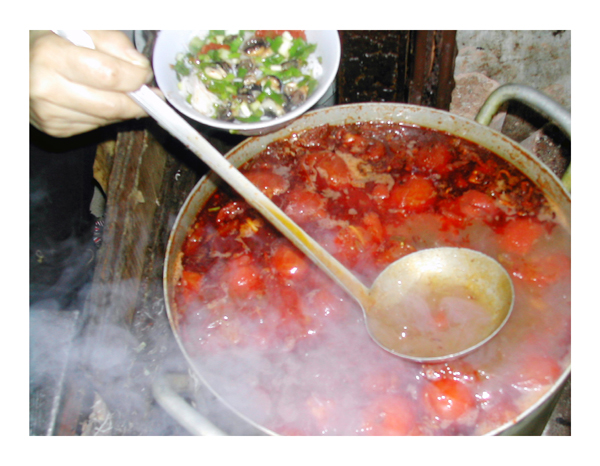
Metalen pollepel (om soep op te scheppen)
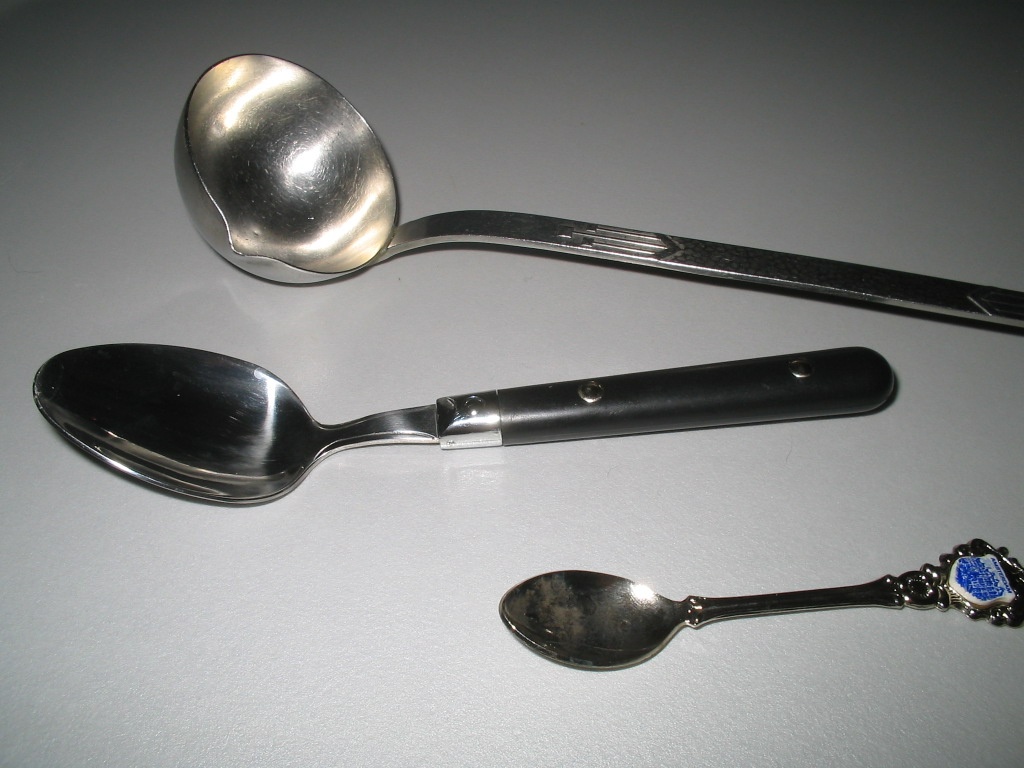
Bovenste lepel is een juslepel

dessertlepel · eierlepel · eetlepel ·  groentelepel · ijslepel · juslepel · maatlepel · opscheplepel · pollepel · soeplepel · theelepel